# Saargau
El Saargau fue un condado gau franco (Gaugrafschaft). Hoy en día, se usa el nombre para el borde entre los ríos Sarre y Mosela en Alemania y, en el sur, la región entre el Sarre y la frontera alemana.

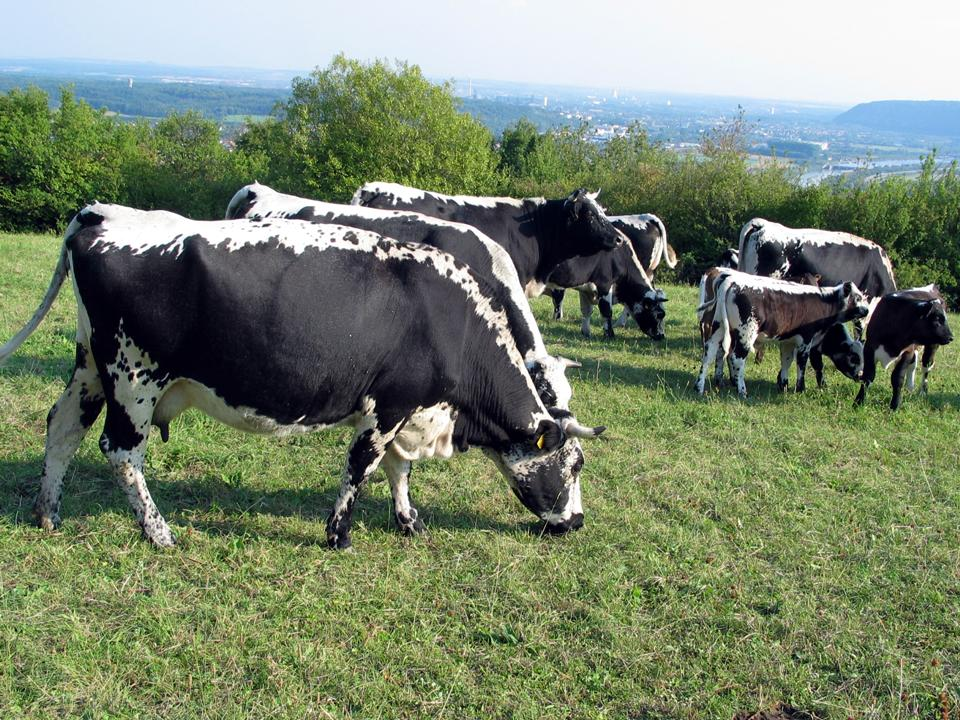
Ganado de los Vosgos en el Wolferskopf con una vista del Saargau

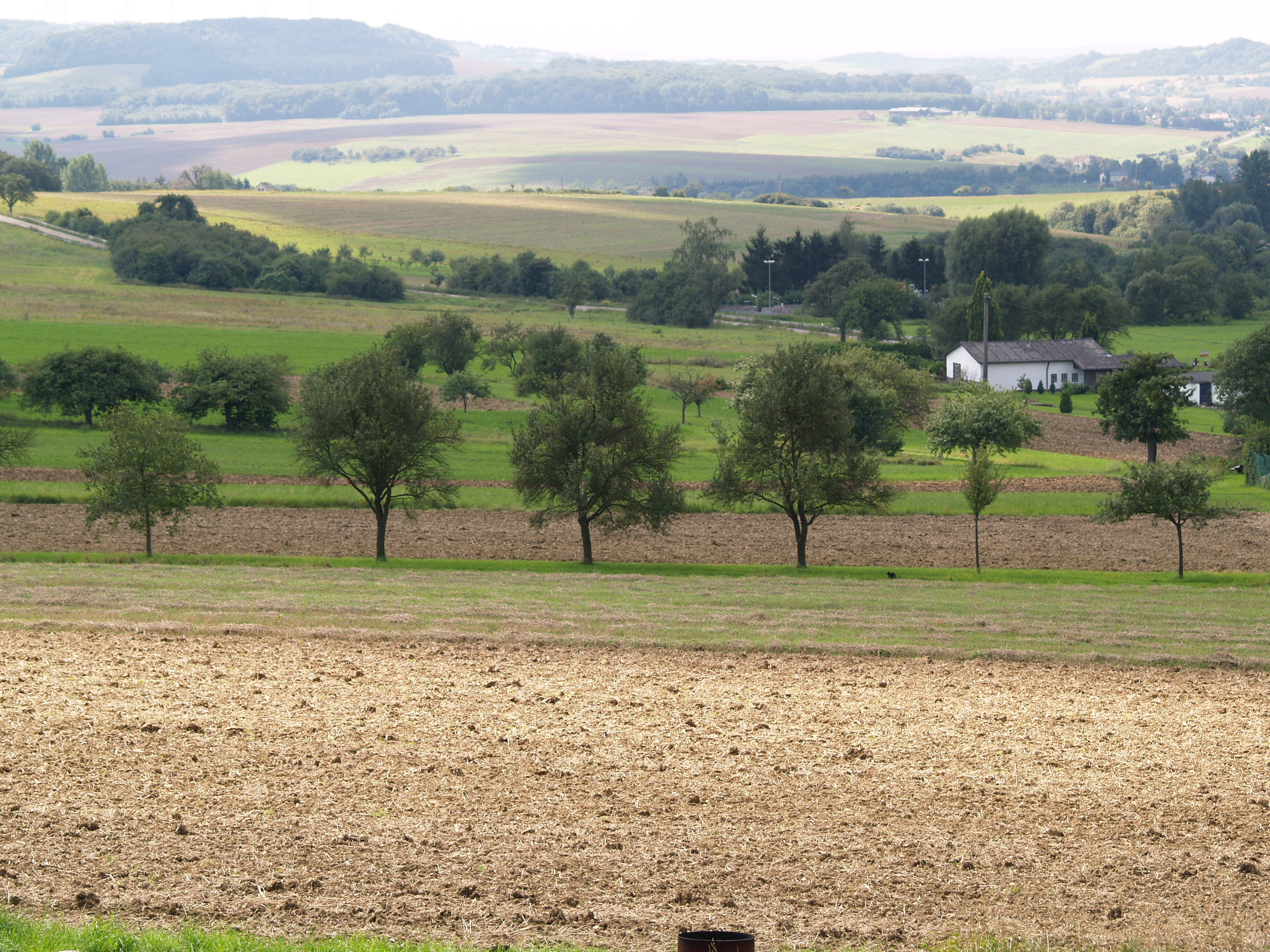
El Saargau cerca de Kerlingen

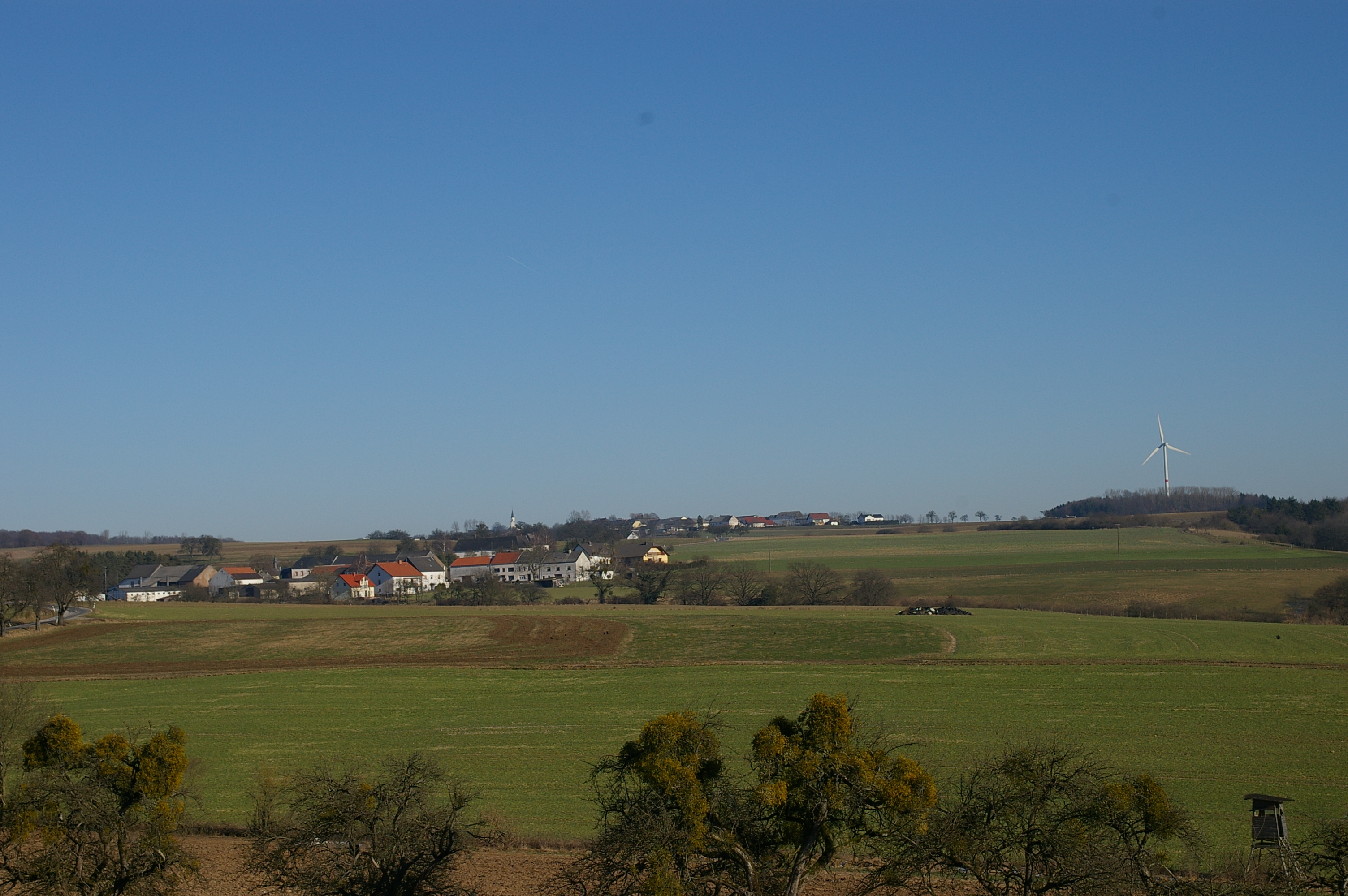
El Saargau cerca de Merzkirchen

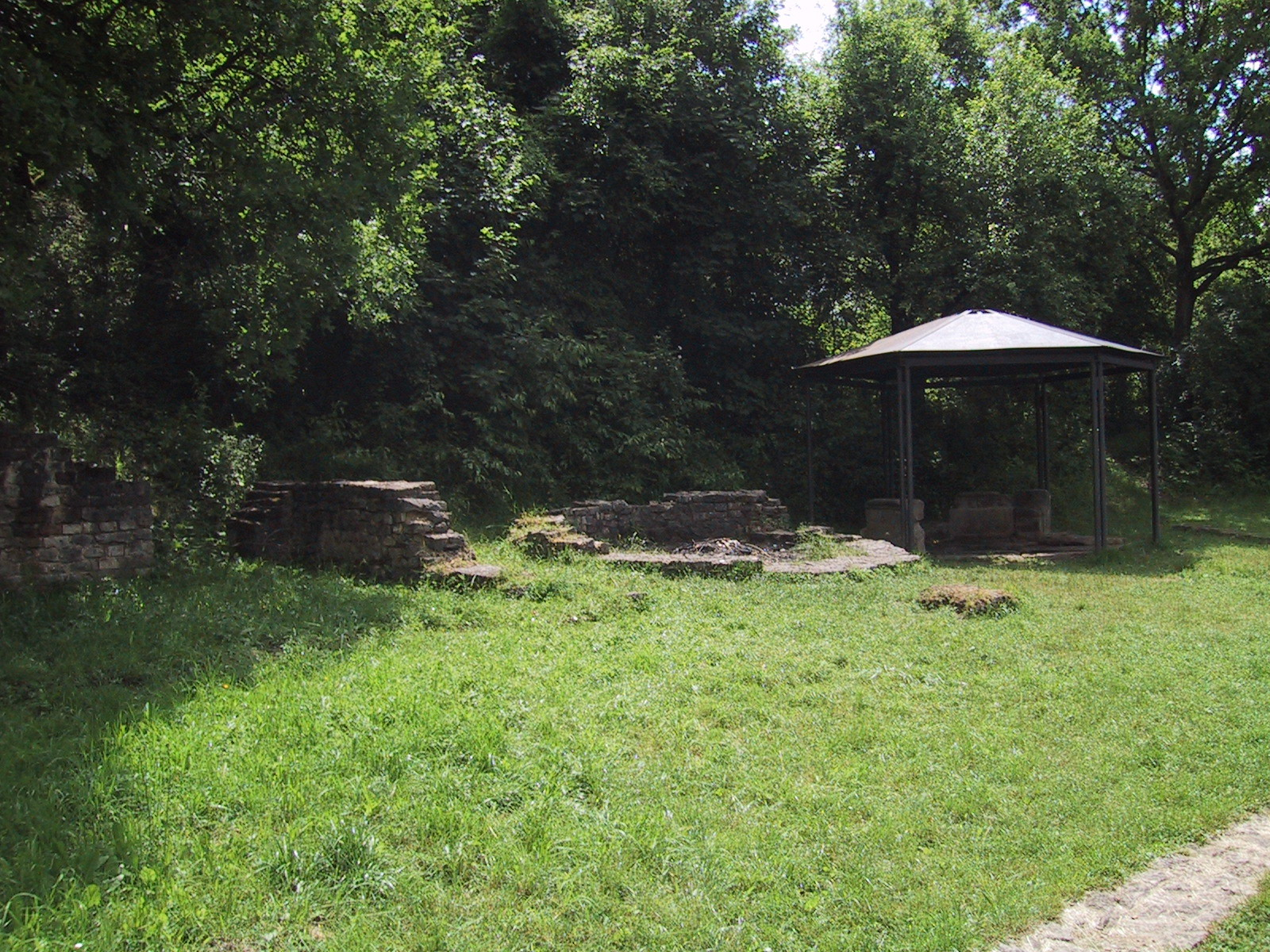
Santuario primaveral de Sudelfels

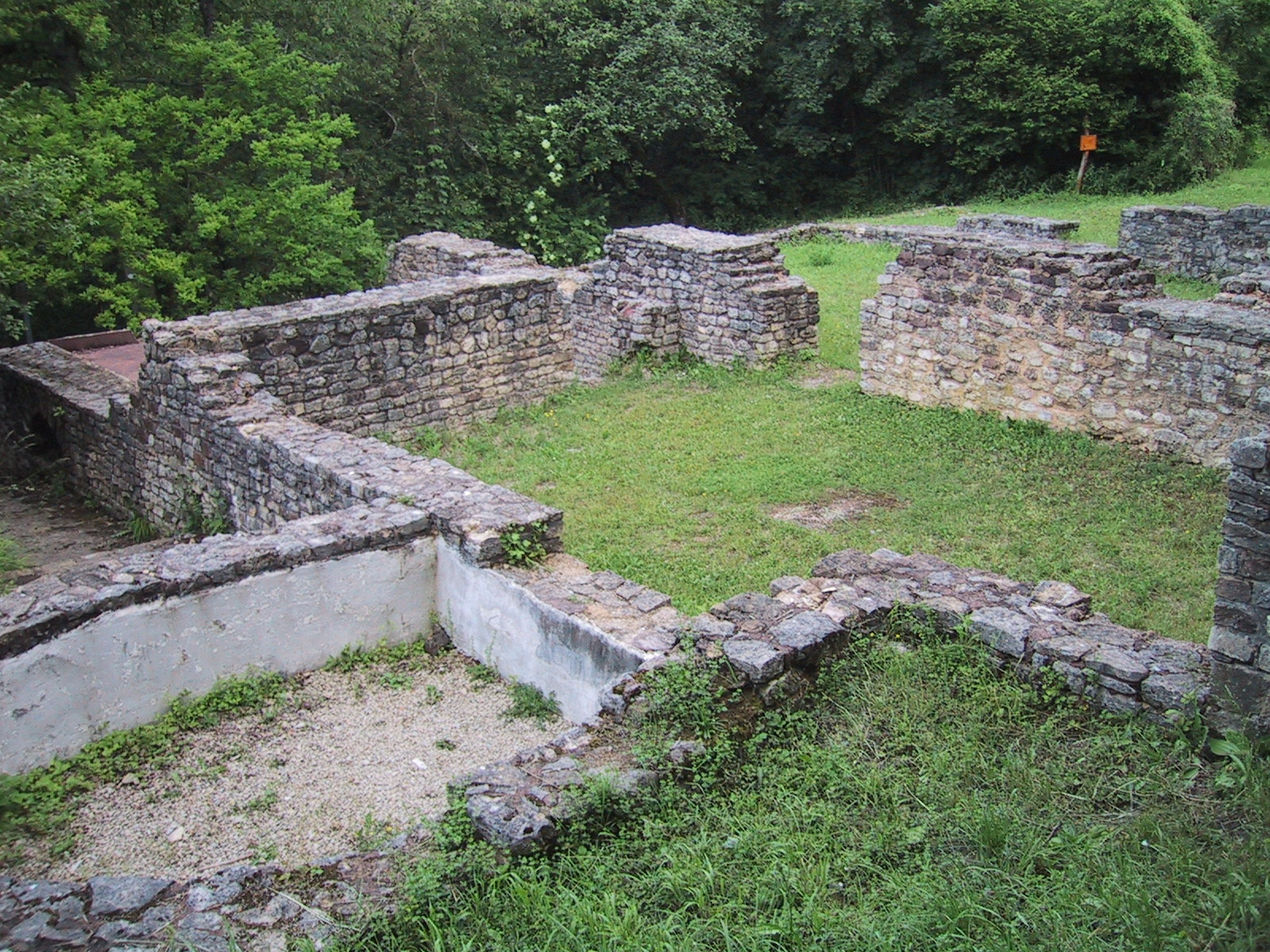
Ruinas romanas en Ihn

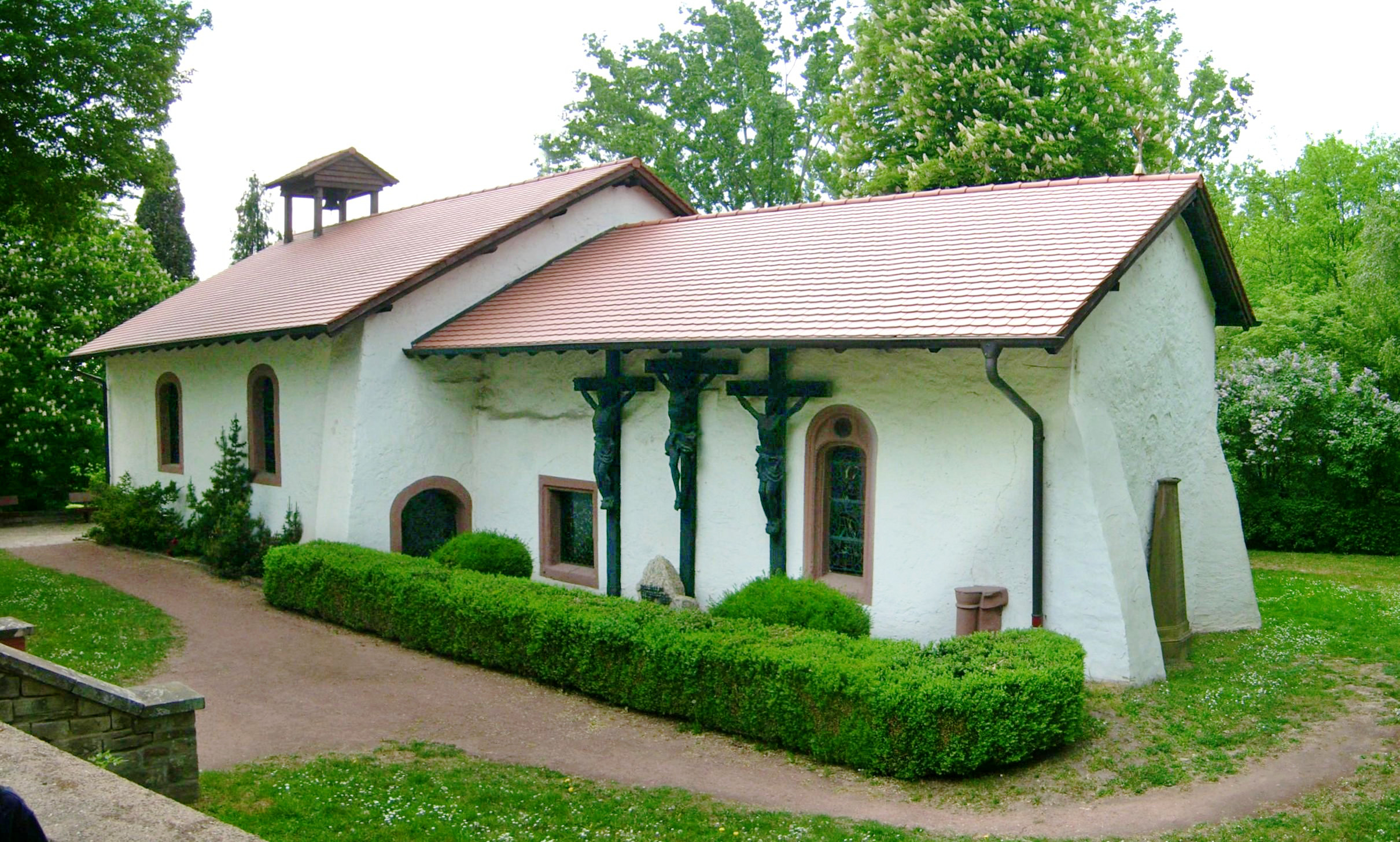
La capilla Oranna cerca de Berus

## Condado de Saargau
El Saargau fue un condado gau franco que está documentado ya en el siglo VII y, en aquella época, incluía también la parte del valle del Sarre que es hoy en Francia. En el tratado de Mersen (870) se mencionan dos condados del Sarre: comitatus Sarachuua inferior (Bajo Saargau) y comitatur Sarachuua subterior (Alto Saargau), de los que sólo el Bajo Saargau continuó llevando el nombre Saargau.

## Paisaje de Saargau
El Saargau es un borde al oeste del río Sarre. Comienza en el sur cerca de Berus, corre hacia el norte a lo largo de la frontera francesa, desde el Sarre sobre el vecino estado de Renania-Palatinado. La parte septentrional está rodeada por el oeste por el Mosela y acaba cerca de Konz, donde el Sarre desemboca en el Mosela.
El borde oriental del Saargau, en el Sarre, cae bruscamente al valle del Sarre. Al oeste, hacia Lorena y sobre la frontera franco-alemana, el paisaje del gau es bastante plana y amplia con suaves colinas. Geológicamente, el Saargau, pertenecieron a los Escarpes Loreneses, que se alzan cada pocos kilómetros del oeste al este en inclinados escarpes, la tierra baja casi imperceptiblemente entre cada par de escarpes. En las colinas del oeste del Saargau, en la zona del Mosela, crece la vid. La va predominante aquí es la Elbling.
El paisaje del gau se caracteriza principalmente por pesados suelos muschelkalk. En la zona de los pueblos de Borg, Oberleuken, Büschdorf, Eft-Hellendorf, Sinz, Münzingen, Kesslingen y Faha crecen las cosechas y se describe como el granero del Sarre. Esta región intensamente agrícola se extiende hasta Renania-Palatinado que limita con ella al norte, especialmente alrededor de los pueblos de Merzkirchen, Fisch y Mannebach (cerca de Saarburg). Además, hay huertos en las orillas por todos lados y crecen frutales para fines comerciales, en zonas pegadas a los pueblos de Tettingen-Butzdorf y Borg. La carretera Viezstraße recorre el Saargau. Las inclinadas colinas de la parte oriental del Saargau que descienden hacia el Sarre están cubiertas de bosques. En la zona septentrional alrededor del Saarburg hay también viñedos donde se cultiva el bien conocido riesling de Renania-Palatinado Sarre.
El Saargau alcanza alturas de alrededor de 400 m s. n. m. en el norte (Nitteler Höcht 390 m, Helenenkreuz cerca de Wincheringen 413 m); más al sur se alza hasta casi 450 metros (Eiderberg cerca de Freudenburg 440 m, Kewelsberg cerca de Tünsdorf 442 m)

## Vistas
- Berus: restos de fortificaciones medievales, iglesia parroquial de San Martín, Monumento a Europa, capilla Oranna
- Felsberg: Teufelsburg. Transmitor Europa 1
- Santa Bárbara: mina de cobre romana
- Ihn: santuario primaveral romano en la roca Sudelfels
- Siersburg: lugar del castillo de Siersburg. Valle del Nied
- Niedaltdorf: cuevas.
- Wellingen: esculturas Steine an der Grenze
- Orscholz: Cloef (perspectiva sobre el Saarschleife),
- Borg: reconstrucción de una villa romana
- Kastel-Staadt: Klause en lo alto sobre el Sarre
- Gisingen: museo Haus Saargau
- Beckingen: reserva natural Wolferskopf y Fischerberghaus (colonias de orquídeas, ganado de los Vosgos, recorrido circular)